# 大石湖縣
大石湖县（英語：Big Stone County）是美国明尼蘇達州西部的一個縣，西鄰南达科他州，西、南以明尼苏达河為界，面積1,367平方公里。根據2020年美國人口普查，共有人口5,166人。縣治奧頓維爾（Ortonville）。該縣成立於1855年2月20日，縣名來自比格斯通湖，意譯為「大石湖」。